# Stadio XXV Aprile (Carate Brianza)
Lo stadio XXV Aprile è un impianto polisportivo ubicato nel comune italiano di Carate Brianza, nella provincia di Monza e della Brianza.
Inaugurato nel 1985, dal 2010 ospita le gare interne della Folgore Caratese, maggior club calcistico comunale.

## Storia
Verso la metà degli anni 1980, a fronte della crescente obsolescenza e limitatezza infrastrutturale del vetusto campo polisportivo di via Foppe (localmente detto "la fossa"), l'amministrazione municipale di Carate Brianza deliberò di dotare il comune di un nuovo stadio polifunzionale ove accogliere le gare interne della Caratese e delle altre società sportive locali.
Nel 1985, al confine comunale con Verano Brianza, venne dunque inaugurato lo stadio XXV Aprile (che trasse l'intitolazione dall'odonimo della via retrostante), che divenne la maggiore arena scoperta della zona.
Per quanto concerne la pratica calcistica, esso venne fin da subito utilizzato congiuntamente dalla Caratese e dalla Folgore Verano (club del comune limitrofo): quest'ultima in particolare provvide a costruirvi accanto il proprio centro sportivo, intitolato a Claudio Casati, il quale a sua volta fu soggetto allo sfruttamento congiunto da parte dei due sodalizi in questione. Nelle vicinanze del complesso sorse altresì l'Istituto Clinico Universitario di Verano Brianza, ove l'Università degli Studi di Milano-Bicocca (proprio in virtù della contiguità con i suddetti impianti) attivò alcuni corsi di laurea, specializzazione e ricerca legati alla medicina dello sport (segnatamente fisioterapia, medicina fisica e riabilitazione, posturologia e analisi del gesto applicato allo sport.
Dal 2010 la società nata dalla fusione tra i due summenzionati club usufruttari (denominata Folgore Caratese) è l'unica gestrice della struttura e delle sue pertinenze.

## Dati strutturali
Lo stadio sorge a ovest del centro comunale di Carate Brianza, esattamente sul confine amministrativo con Verano Brianza, non lontano dagli svincoli della Strada statale 36 del Lago di Como e dello Spluga.
L'impianto ha vocazione polisportiva: attorno al campo da gioco (in erba naturale, misurante 105 x 68 metri) si sviluppa una pista di atletica leggera in tartan a sei corsie. Gli spalti sono capaci di 3 000 posti a sedere, ripartiti in due settori:
- tribuna centrale coperta, capace di 2 500 posti con seduta indipendente, nonché delle postazioni per stampa e radiotelecronisti, ospita al suo interno i locali tecnici salienti dell'arena (spogliatoi, magazzini, sala stampa), collegati al campo mediante un tunnel interrato con sbocco sul prato presso la linea mezzana.
- tribunetta scoperta, capace di 500 posti in gradinata unica, è in parte dedicata alle tifoserie ospiti.

L'illuminazione notturna del campo è garantita da quattro gruppi di riflettori alloggiati su altrettanti piloni metallici impiantati ai lati delle due tribune.